# Turjánvidék
A Turjánvidék a Duna–Tisza közi homokhátság és a Duna-völgy találkozási vonalánál láp- és mocsárrendszert alkotva több mint 130 km hosszan húzódó terület kb. 80 km-es északi felének neve. (A déli rész az Őrjeg nevet kapta.) A Turjánvidék a Duna vonalával párhuzamosan, a Középső Dunavidéken helyezkedik el, Solt és Kiskunság tájai között Zólyomi Bálint térképe alapján.
Területén sok védett és fokozottan védett állat- és növényfaj található, mindamellett, hogy maga az élőhely is egyedülálló. A Turjánvidék emiatt tehát kiemelt jelentőségű természetmegőrzési terület. Természetvédelmi szempontból legjelentősebb az Ócsai Tájvédelmi Körzet egy, a Duna–Ipoly Nemzeti Park Igazgatósága alá tartozó magyarországi tájvédelmi körzet, melynek teljes területe 3606 hektár, ebből fokozottan védett 1466 hektár.

## Elhelyezkedése
A Pesti-síkság, a Csepeli-sík, a Pilis–Alpári-homokhát és a Kiskunsági-homokhát nevű kistájak találkozásánál fekszik.
Az élőhely érintett települései Dabas, Inárcs, Kakucs, Ócsa, Örkény, Táborfalva.

## A név eredete
A hely az e térségben található jellegzetes lápi-mocsári vegetáció komplexumnak köszönheti nevét. A pangóvizes, szerves anyagban dús, lápos és ásványi anyagban bővelkedő mocsári területeket nevezte az itt élő nép egykor turjánnak. A táj az egykori Alföld képét mutatja, amikor is ezek a turjánok elhelyezkedésükből adódóan egybefüggő, mástól eltérő, külön tájegységet alkottak.
A turján név a 19. század második felétől vált szakszóvá. A fogalom magyarázata a következő: „hajdani, összefüggés nélküli medermaradványokban kialakult mocsár” (Strömpl 1943).

## Kialakulásának története
A láp és mocsári területek kialakulása hasonló módon történt, bár földtani fejlődéstörténetük különbségeket is mutat. Közös vonásaik, hogy létrejöttüket a kedvező vízellátottság segítette, talajukat pedig tőzeges síklápok, lápos réti talajok, valamint réti talajok alkotják.
Az egykori Ős-Duna vízhozama a holocén elején megnövekedett, így a pleisztocén végén szélfútta üledékből keletkezett hátságokat rontva, keleti irányba kiszélesítette a völgyet. Ezután a folyó nyugati irányú haladásra kényszerült a Coriolis erő által, melynek következtében elhagyott medrei apránként feltöltődtek, lefolyástalan, sík felszínű lápmedencéket hozva létre. Ezek a felszín tovább formálódása, fejlődése, változása következtében feldarabolódtak, elszigetelődtek. Egyes területeken a lápi, mocsaras jelleg megmaradt, míg a felszínformálásban részt nem vett hátságok az előbb említett élőhelyeket kelet felől határolják.
A Duna-völgy alacsonyabb, ártéri területeit egykor gyakran elérték a nagyobb árvizek, így a turjánosok nagy része ma is itt található. A 19. században történő folyószabályozások, vízrendezések megváltoztatták a térség vízviszonyait, a talajvíz szintje csökkent, a rendszeres elöntés elmaradt, a táj szárazodásnak indult, a földművelés is megkezdődött ezeken a területeken. A 20. században tőzegbányászat, halastavak kialakítása történt, amely jelentős mértékben tovább változtatta a terület vízrajzát, ökológiai viszonyait. A turjánosok mélyebben fekvő része viszont a változtatások, formálódások, felszíni átalakulások ellenére többé-kevésbé érintetlen maradt a mai napig is.

## Élővilága
Élővilágát természetes kettősség jellemzi. Egyrészt a Duna egykori hordalékán, a homokterületek mélyebb, úgynevezett teknőrendszerében, változatos lápi élővilágot, másrészt a homokhátakon, a szárazabb környezeti adottságok miatt pusztagyepeket találunk. A két eltérő terület között létrejövő mozaikfoltokban, erdőssztyepp-vegetáció alakult ki, mely egykor az Alföld nagyobb részére is jellemző volt.
A nedves és száraz élőhelyek sora változatos növény- és állatvilágnak ad otthont. A mélyebb fekvésű homoki területek alján homoki tölgyesek, feljebb száraz füves puszta alakult ki. Azokon a területeken, amelyek régen ártéri élőhelyek voltak, most égeres láperdők, zsombékosok, üde és kiszáradó láprétek fekszenek. A táj különleges társulása még a nyáras-borókás, amely a homokbuckás vidéken nagy területekre terjed ki. A területen megtalálható az egyik közösségi jelentőségű növényfajunk, az illatos csengettyűvirág (Adenophora lilifolia) is.
Közösségi jelentőségű védett állatfajok
- Közönséges denevér (Myotis myotis)
- Európai vidra (Lutra lutra)
- Mocsári teknős (Emys orbicularis)
- Rákosi vipera (Vipera ursinii)
- Vöröshasú unka (Bombina bombina)
- Dunai gőte (Triturus dobrogicus)
- Vágó csík (Cobitis taenia)
- Réti csík (Misgurnus fossilis)
- Szivárványos ökle (Rhodeus sericeus amarus)
- Lápi póc (Umbra krameri)
- Vérfű hangyaboglárka (Maculinea teleius)
- Nagy tűzlepke (Lycaena dispar)
- Ezüstsávos szénalepke (Coenonympha oedippus)
- Nagy hőscincér (Cerambyx cerdo)
- Nagy szarvasbogár (Lucanus cervus)
- Szarvas ganéjtúró (Bolbelasmus unicornis)

## Az élőhelyet veszélyeztető tényezők
Főként a talajvízszint csökkenése és a lecsapolások miatti kiszáradás kockázata számít az élőhelyet veszélyeztető tényezőnek. Ezeken felül a nem megfelelő táj- és földhasználat (sóderbánya, tarvágás, helytelen kaszálás), valamint az invazív és idegen honos fajok elterjedése a területen (feketefenyő, akác és nemes nyárfajok stb.) is veszélyt jelent.
A területen az ezredforduló óta élőhelyrehabilitáció folyik a LIFE+ Projekt keretében.

## Védettségi kategóriái
- A Turjánvidék a Natura 2000 védettsége alá tartozó terület, nagysága több mint 12 000 ha. A táj megóvása a láprétjein élő orchideafajok, a homoki gyepeket alkotó endemikus növénytársulások, illetve a Natura 2000 jelölőfajok és élőhelyek miatt is fontos.

1. Natura 2000 jelölő élőhelytípusok

- Területe az Országos Ökológiai Hálózatban magterületként (69,96%), ökológiai folyosóként (16,5%), valamint pufferterületként (5,3%) van számon tartva.
- A Turjánvidék területén ex lege láprétek is találhatóak.
- A MTÉT célprogram része.
- A Dabasi Turjános Természetvédelmi Terület itt helyezkedik el, melyet 1966-ban nyilvánítottak védetté. Kiterjedése 148 ha, fokozottan védett terület.

## Jelenlegi használata
A terület nagy része, több mint 130 éve, a Táborfalvai Lő- és Gyakorlótér használatában áll, ami az élőhelyvédelmet a területre vonatkozó szigorú földhasználati szabályozások és a nagy pufferzóna miatt is segíti.
A Turjánvidéken zajló projekt célja az is, hogy a környező települések mezőgazdasági, és egyéb irányú használatát is átformálja, a természet közeli, fenntartható tájhasználat érdekében.